# Фейн, Моника
Мо́ника Ха́йди Фейн (исп. Mónica Haydée Fein; род. 3 июня 1957, Лухан, Буэнос-Айрес) — аргентинский биохимик и социалистический политик. Занимает пост мэра Росарио с 2011 года.

## Жизнеописание
Фейн родилась в Лухане, провинция Буэнос-Айрес. Политически активна с юности, в 17 лет вступила в Социалистическую партию Аргентины. Принимала участие в работе Национального движения за реформы в качестве председателя Студенческого центра школы биохимии и фармации в Национальном университете Росарио, который она закончила со степенью в области биохимии. Затем исполняла обязанности секретаря по вопросам благосостояния студентов и секретаря по вопросам расширения университета.
Свое обучение в области общественного здравоохранения начала в Институте Ласарте. Участвовала в создании лаборатории по патентованным лекарствам (LEM) в городе Росарио в 1992 году; LEM, координирующий своё развитие с научными кругами, стал бы национальной моделью общественного производства лекарственных средств. Назначена директором городского санитарного отдела в 1995 году, добившись на этом посту повышения контроля над безопасностью пищевых продуктов посредством развития Пищевого института.
Её товарищ по социалистической партии доктор Гермес Биннер после избрания мэром города назначил Фейн секретарём по вопросам общественного здравоохранения в 1997 году. Она укрепила местную сеть оказания первой медицинской помощи, сосредоточила усилия на обеспечении больничных стандартов и запустила центр для амбулаторных медицинских специальностей Росарио (CEMAR). Она возглавляла партийный список Социалистической партии на выборах в городской совет в 2001 году и оставалась на посту до 2003 года, выступающей в качестве председателя медицинской комиссии.
Следующий мэр-социалист Мигель Лифшиц оставил Фейн на должности секретаря по вопросам здравоохранения. Её руководство строительством нового родильного дома Мартин было отмечено высокой оценкой Всемирной организации здравоохранения. Была избрана в Палату депутатов Аргентины в 2007 году от Гражданского и социального прогрессивного фронта — функционирующей в провинции Санта-Фе левоцентристской коалиции сил: от либеральных Демократическо-прогрессивной партии и Гражданского радикального союза до левых Движения свободных с юга и фракций Коммунистической партии Аргентины. В ней руководила группой Социалистической партии. Была назначена секретарем Комиссии по социальным вопросам и здравоохранению, а также вошла в комитеты по регламенту, налогам, конституционным делам, общего законодательства, населения и развития человеческого потенциала, пенсионеров и пожилых людей.
Была выдвинута Гражданским и социальным прогрессивным фронтом в качестве кандидата на пост мэра города Росарио 22 мая 2011 года. Была избрана 24 июля с 52,2 % голосов, победив занявшего второе место кандидата хустисиалистов Эктора Кавальеро на 22 %. Стала первой женщиной-социалисткой, избранной мэром в истории Аргентины.
Замужем, имеет двое детей.